# Microchaetes minor
Microchaetes minor là một loài bọ cánh cứng trong họ Byrrhidae. Loài này được King miêu tả khoa học năm 1869.